# Abdellatif Boutaty

a Compétitions nationales et continentales officielles uniquement.

b Matchs officiels uniquement.
Dernière mise à jour le 29 avril 2021.
Abdellatif Boutaty, né le 4 juin 1983 à Casablanca, est un joueur de rugby à XV international marocain évoluant au poste de deuxième ligne. 

## Biographie

### Formation
Abdellatif Boutaty prend sa première licence de rugby au Club Olympique de Casablanca. Par la suite, il joue à la Vallée du Girou, club de la banlieue de Toulouse avant de rejoindre les espoirs du Stade toulousain.

### En club
Abdellatif Boutaty commence sa carrière professionnelle lors de la saison 2004-2005 de Top 14 avec le Stade toulousain.
De 2005 à 2007, il évolue avec la Section paloise avec qui il vit la relégation en Pro D2 en 2006.
Durant la saison 2007-2008, il évolue en Pro D2 avec l'équipe de Blagnac SCR.
En 2008, il retrouve le Top 14 en rejoignant pour deux saisons l'US Montauban.
Il rejoint l'Aviron bayonnais en 2010 avec qui il dispute quatre saisons. À l'issue de la saison 2010-2011, il est élu meilleur joueur pro lors des Trophées du rugby France Bleu Pays basque. Il est également nommé meilleur joueur du Top 14 la même année par le journal La Dépêche du Midi.
En mai 2014, il revient dans le Béarn avec la Section paloise et participe à la remontée du club palois en Top 14 en 2015 en remportant le titre de champion de France.
En décembre 2016, il rompt son contrat avec la Section et rejoint le Stade français Paris jusqu'à la fin de la saison 2016-2017 en tant que joker médical d'Alexandre Flanquart. Il n'est pas conservé à la fin de son contrat.
Après une saison où il reste sans club, il revient en août 2018 à l'Aviron bayonnais avec qui il s'engage pour une saison,. Il remporte le titre de champion de Pro D2 pour la deuxième fois de sa carrière à la fin de la saison. Il est également président de l'association des musulmans de la Côte basque. Après la finale remportée par son équipe, il quitte le club et prend sa retraite de joueur.
En novembre 2020, il sort de sa retraite sportive pour s'engager jusqu'à la fin de la saison 2020-2021 de Pro D2 avec Soyaux Angoulême XV Charente en tant que joker médical,. En fin de contrat en juin 2021, il ne prolonge pas l'aventure en tant que joueur avec Soyaux et reprend sa retraite sportive mais envisage de devenir entraîneur.

### En équipe nationale
Abdellatif Boutaty est international marocain. Il est à plusieurs reprises capitaine de l'équipe du Maroc de rugby à XV. 
En 2005, il remporte la Coupe d'Afrique face à l'équipe de Madagascar. 

## Palmarès
- Champion d'Afrique avec le Maroc en 2005
- Champion de France de Pro D2 avec la Section paloise en 2015 et avec l'Aviron bayonnais en 2019